# Ivo Železný
Ivo Železný (* 7. června 1950 Praha) je český nakladatel, překladatel, esperantista, antologista, editor a publicista, významný popularizátor sci-fi literatury v Československu. Překládal zejména ze švédštiny, ale i z řady dalších jazyků: angličtiny, dánštiny, esperanta, norštiny, polštiny, ruštiny, slovenštiny, nizozemštiny a islandštiny. Příležitostně i tlumočil a má na kontě překlad pár desítek filmů. 
Vystudoval Filozofickou fakultu Univerzity Karlovy v Praze, obor anglistika a nordistika (švédština), roku 1985 získal titul PhDr. (obor švédský jazyk). Pracoval 1974–1985 v Nakladatelství Svoboda (redaktor), 1985–1990 v Odeonu (vedoucí redaktor anglo-germánské redakce), 1989–1991 v družstvu kulturních služeb Art-servis jako šéfredaktor Nakladatelství Art-servis a spoludružstevník (20 vydaných knižních titulů + periodika). 
Následně roku 1991 založil vlastní nakladatelství a vydavatelství Ivo Železný, které podle databáze NK vydalo 4659 neperiodických titulů (knihy a periodika vydávalo 1991–2006; prodalo se jich za 860 milionů), 1993–2007 vedl ještě nakladatelství IŽ (podle NK 2740 neperiodických titulů + periodika v letech 1996–2003; prodalo se jich za 430 milionů) jako majitel a šéfredaktor. Celkově sestavil a prodal publikace za více než 1,3 miliardy korun. Redigoval přes sto knižních titulů, jejichž většinu sám nalezl a prosadil.

## Zásluhy o sci-fi žánr
Ivo Železný byl zapojen do činnosti jednoho z prvních SF klubů v Praze Villoidus, jehož byl členem 1982–1984. Byl překladatelem a zejména antologistou světové i domácí sci-fi literatury (viz níže) a byl členem soutěžní poroty v začátcích ankety o Cenu Karla Čapka na Parconech. Patří k zakladatelům Československého fandomu.

## Literární dílo

### Překlady

#### knižní
- 1979 – Vic Suneson – Který ze sedmi? Ze švédštiny
  - také 1992 (2. vydání)
- 1980 – výbor Stvořitelé nových světů, povídky přeložené z angličtiny, dánštiny, esperanta, norštiny, polštiny, ruštiny a švédštiny
  - také 1990 (2. vydání)
- 1980 – Walentin Chorell – Ze skořápky ven, tři romány – Vaječná skořápka, Knoflíček a Ždibeček života – v jednom svazku, z finské švédštiny
- 1981 – výbor Pozemšťané a mimozemšťané, překlad novely: Sam J. Lundwall – Nic pro hrdiny ze švédštiny
- 1982 – Karin Boyeová – Kallocain, ze švédštiny
  - také 1989 (2. vydání), 2013 (3. vydání – e-kniha), 2020 (4. vydání), 2022 (5. vydání – audiokniha, čte D. Matásek)
- 1982 – Bertil Mårtensson – Světy bez hranic, ze švédštiny
  - také 1989 (2. vydání)
- 1983 – Pär Lagerkvist – Čtyři příběhy o daleké pouti: tři romány – Ahasverova smrt, Poutník na moři a Svatá země, ze švédštiny
- 1983 – výbor Experiment člověk – povídky z angličtiny, esperanta a norštiny
- 1984 – výbor Stalo se zítra, povídky ze slovenštiny
- 1985 – výbor Návrat na planetu Zemi – povídky ze slovenštiny
- 1985 – výbor Hledání budoucího času – povídky z dánštiny, norštiny a švédštiny
- 1985 – Vadim Šefner – Skromný génius, povídka z ruštiny
- 1986 – Dieter B. Herrmann – Osídlí lidstvo vesmír? Spolu s Jitkou Železnou-Soukupovou, z němčiny
- 1986 – Jan Olof Ekholm – Paf, a je s tebou amen, ze švédštiny
- 1987 – výbor Navštivte planetu Zemi, povídky ze švédštiny
- 1987 – výbor Vesmír je báječné místo pro život, povídka z norštiny
- 1988 – výbor Roboti a androidi, povídky ze švédštiny
- 1997 – Sam J. Lundwall – Čas a Amélie, ze švédštiny
- 1997 – Claes Andersson – Šťastlivec, básnická sbírka, z finské švédštiny
- 2003 – Katarína Gillerová – Úžasssná dovolená aneb Cizí neštěstí potěší, ze slovenštiny
- 2004 – Sam J. Lundwall – Nic pro hrdiny. Bernhard Dobyvatel, 2. vydání románu Nic pro hrdiny ze švédštiny
- 2008 – Richard Curtis, Ben Elton, John Lloyd, Rowan Atkinson – Černá zmije, z angličtiny
- 2017 – Karolína Rellig – Báááječná dovolená aneb Cizí neštěstí potěší, ze slovenštiny

#### časopisecké
- 1974 – Farizejové. Tři islandské povídky in: Světová literatura 4/1974, povídka Halldór Laxness – Pták na plotě, studentský překlad s Dagmar Černohorskou a Jiřím Chvojkou)
- 1985 – Jon Bing – KYBernetický ORGanismus in: AZ magazín 6/1985, povídka z norštiny a interview

#### další
Vyrobil titulky několika filmů ze švédštiny a angličtiny, např. pro Tarkovského Oběť.

### Antologie a výbory
- 1977 – Stanisław Lem – Futurologický kongres
- 1980 – Stvořitelé nových světů
  - + 2. vydání 1990
- 1981 – Stanisław Lem – Pánův hlas
- 1981 – Jerzy Urban – Podvodníčci a zlodějíčkové
- 1981 – Pozemštané a mimozemšťané
- 1983 – Experiment člověk
- 1984 – Stalo se zítra
- 1985 – Návrat na planetu Zemi
- 1985 – Neue Sterne
  - + 2. vydání 1989
- 1985 – Vadim Šefner – Skromný génius
- 1988 – Roboti a androidi
- 1990 – Erik Simon – Mimozemšťané a hvězdy
- 1991 – Ludvík Souček – Velký rekonstruktér
- 2009 – (S)prostonárodní říkadla, básně a balady

### Autorské texty
- 1980 – Stvořitelé nových světů
- 1988 – Jak je číst? Slovníček výslovnosti jmen světových autorů
- 2021 – Byl jsem u toho. Skoro u všeho. In: Leoš Kyša a Michaela Merglová (eds) – Krásky a vetřelci (také e-kniha, audiokniha)

## Esperanto a disidentská činnost
Ve svém mládí se Ivo Železný intenzivně věnoval esperantu a po obnovení Českého esperantského svazu v roce 1969 se stal vedoucím jeho sekce mládeže. Je doživotním členem Světového esperantského svazu. V letech 1966–1970 fungoval jako zprostředkovatel (peranto) pro časopisy Heroldo de Esperanto (Belgie, hlavní informační čtrnáctideník světového esperantského hnutí), La Juna penso (Francie, volnomyšlenkářský měsíčník), Liberecana ligilo (Francie, anarchistický obměsíčník) a Pacon en Vjetnamio (Japonsko, pacifistický měsíčník). Během těchto let fungoval i jako retranslační stanice pro zásilky literatury a hudebních nosičů mezi nizozemským ústředím Světového esperantského svazu a komunistickými zeměmi. Za tu dobu přeposlal tisíce zásilek oběma směry: například samizdatové texty estonských zakázaných autorů chodily na Západ přes Finsko – turisté z Tallinnu je převezli a odeslali z Finska. V opačném směru zase esperantský překlad Bible – z Nizozemska či Polska do Sovětského svazu nikdy nedošel, při odeslání z Československa ovšem ano – Železný jich odeslal hodně přes stovku.

## Osobní život
Ivo Železný byl ženatý s Jitkou Železnou-Soukupovou, rovněž redaktorkou a překladatelkou, později se rozvedli. Mají dva syny Iva a Pavla.

## Ocenění
V roce 1984 získal na Parconu cenu Ludvík za vydanou antologii světového sci-fi Experiment člověk a o rok později další za československou antologii Stalo se zítra. Dále získal i cenu Mlok. V roce 2025 získal cenu Magnesia Litera za přínos české kultuře, konkrétně za spoluzaložení veletrhu Svět knihy.